# Euxoa costanigra
Euxoa costanigra là một loài bướm đêm trong họ Noctuidae.